# ルード・ボーイ (映画)
『ルード・ボーイ』（Rude Boy）は、1980年にジャック・ハザンとデヴィッド・ミンゲイの監督で作成された映画。

## 概要
ドラマとロキュメンタリーで構成されたこの映画は、ヴィクトリアパークで行なわれた「ロック・アゲンスト・レイシズム (Rock Against Racism)」イベントや「オン・パロール」「ソート・イット・アウト」ツアー、アルバム『動乱』のレコーディングの様子を通じて、当時のザ・クラッシュファンを描いている。題名の「ルード・ボーイ」は、ルード・ボーイサブカルチャーから来ている。クラッシュのメンバーはこの映画にひどくがっかりして、映画の公開にあわせてロンドンのバッジメーカーであるベター・バッジに「クラッシュの映画ルード・ボーイなんていらない」と書かれたバッジを作らせた。
1980年にベルリン国際映画祭で奨励賞を受け、金熊賞にもノミネートされた。
2003年に日本のみでメジャー・レーベルからの流通としては世界初DVD化。オーストラリアでは2004年にDVD化され、アメリカでは2006年8月1日にボーナス映像付きではじめてDVD化された。

## ストーリー
クラッシュのローディーになるためソーホーでのポルノショップの職を捨てたルード・ボーイ、レイ・ギャング。彼はイベント「ロック・アゲンスト・レイシズム」でバンドをフォローし、ツアーマネージャーのジョニー・グリーンに北イングランドツアーのクルーとして誘われる。

## キャスト
- レイ・ギャング - レイ（ルード・ボーイ）
- ザ・クラッシュ - 本人役
  - ジョー・ストラマー - リズムギタリスト
  - ミック・ジョーンズ - リードギタリスト
  - ポール・シムノン - ベーシスト
  - トッパー・ヒードン - ドラマー
- ジョニー・グリーン - ツアー・マネージャー
- キャロライン・クーン - バンドの代理人
- バリー・バーカー - ドラム・ローディー
- テリー・マクエード - レイの仲間
- サラ・ホール - レイのガールフレンド
- エリザベス・ヤング - レイのガールフレンド
- コーリン・バックセー - CIDのオフィサー
- リー・パーカー - イール
- リザード・ブラウン - バイロン
- インチ・ゴードン - インチ
- ジミー・パーシー（シャム69） - 本人役
- ヒッキー・エチエンヌ - 容疑者
- ケニー・ジョセフ - 事務弁護士書記官
- コリン・リチャーズ - ポルノショップの客
- 警備員
  - ジョン・ダリー
  - ボス・グッドマン
  - ヴィック・ハードウィック
  - ハワード・レイニー
  - ロイ・メナー
- ファン
  - ステファン・ビーファン
  - グラハム・ブラウン
  - テレンス・ダッコム
  - プラクシー・エクストン
  - ティグ・エクストン
  - ウィリー・グラハム
  - ジェリー・ヒーリー
  - デヴィッド・マクドナルド
  - トミー・オライリー
  - トニー・スミス
  - アラン・スタンレイ
  - ケン・ティロック
- 警官
  - デイヴ・アームストロング
  - テリー・バリー
  - レグ・バゼル
  - イアン・ガーランド
  - ベン・ゲイズ
  - デイヴ・ジョンソン
  - デイヴ・ウェークフィールド
  - ジョン・ウッズ
  - ジョン・イエーツ

## 収録曲
1. ポリスとコソ泥 (Police and Thieves) - バーミンガム
2. ガレージランド (Garageland) - リハーサル・スタジオ
3. ロンドンは燃えている! (London’s Burning) - ロック・アゲンスト・レイシズム
4. 白い暴動 - (White Riot) - ロック・アゲンスト・レイシズム
5. ハマースミス宮殿の白人 (White Man at Hammersmith Palais) - グラスゴー・アポロ・シアター
6. ジェニー・ジョーンズ (Janie Jones) - グラスゴー・アポロ・シアター
7. トミー・ガン (Tommy Gun) - ダンファームリン
8. すべての若きパンクスども (All The Young Punks) - レコーディングの歌入れ（ストラマー）
9. ステイ・フリー (Stay Free) - レコーディングの歌入れ（ジョーンズ）
10. セイフ・ヨーロピアン・ホーム (Safe Europian Home) - ロンドン、ミュージック・マシーン
11. ワッツ・マイ・ネイム (What's My Name) - ロンドン、ミュージック・マシーン
12. ノー・リーズン (No Reason) - ストラマーが弾くピアノ
13. アイ・フォート・ザ・ロウ (I Fought The Law) - ロンドン、ライシアム
14. コンプリート・コントロール (Complete Control) - ロンドン、ミュージック・マシーン

- 挿入曲
  - リヴォリューション・ロック (Revolution Rock) （インストゥルメンタル）
- クレジット曲
  - しくじるなよ、ルーディ (Rudie Can't Fail)